# Station Kolsnäs
Station Kolsnäs is een spoorwegstation aan de Frykdalsbanan in de Zweedse plaats Sunne. Het station ligt in het zuiden van Sunne, in de wijk Kolsnäs. De treinen van Värmlandstrafik stoppen maar enkele keren per dag op dit station.

## Treinverbindingen
| Serie | Treinsoort       | Route                                              | Bijzonderheden                                                                    |
| ----- | ---------------- | -------------------------------------------------- | --------------------------------------------------------------------------------- |
| 74    | Stoptrein (VTAB) | Karlstad – Kil – Kolsnäs – Sunne – Lysvik – Torsby | Enkele treinen tot Sunne. Stopt beperkt op de haltes Trångstad, Kolsnäs en Oleby. |